# Daiane dos Santos
Pour les articles homonymes, voir dos Santos.
Daiane Garcia dos Santos, aussi appelée Diane Dos Santos, née le 10 février 1983 à Porto Alegre, est une gymnaste artistique brésilienne.
Lors des Championnats du monde de 2003 à  Anaheim, elle devient la première Brésilienne à être titrée en gymnastique grâce à sa victoire au sol.
C'est l'une des rares gymnastes à effectuer un twiste double avant quasi tendu. Lors des Jeux olympiques d'Athènes en 2004, elle a tenté le twiste double avant tendu (twist double étant sa spécialité), mais il n'a compté que comme double carpé.

## Palmarès
- Championne du Monde au sol en 2003
- Tournoi des Maîtres de Cottbus au sol en 2004